# Albert, furst von Thurn und Taxis

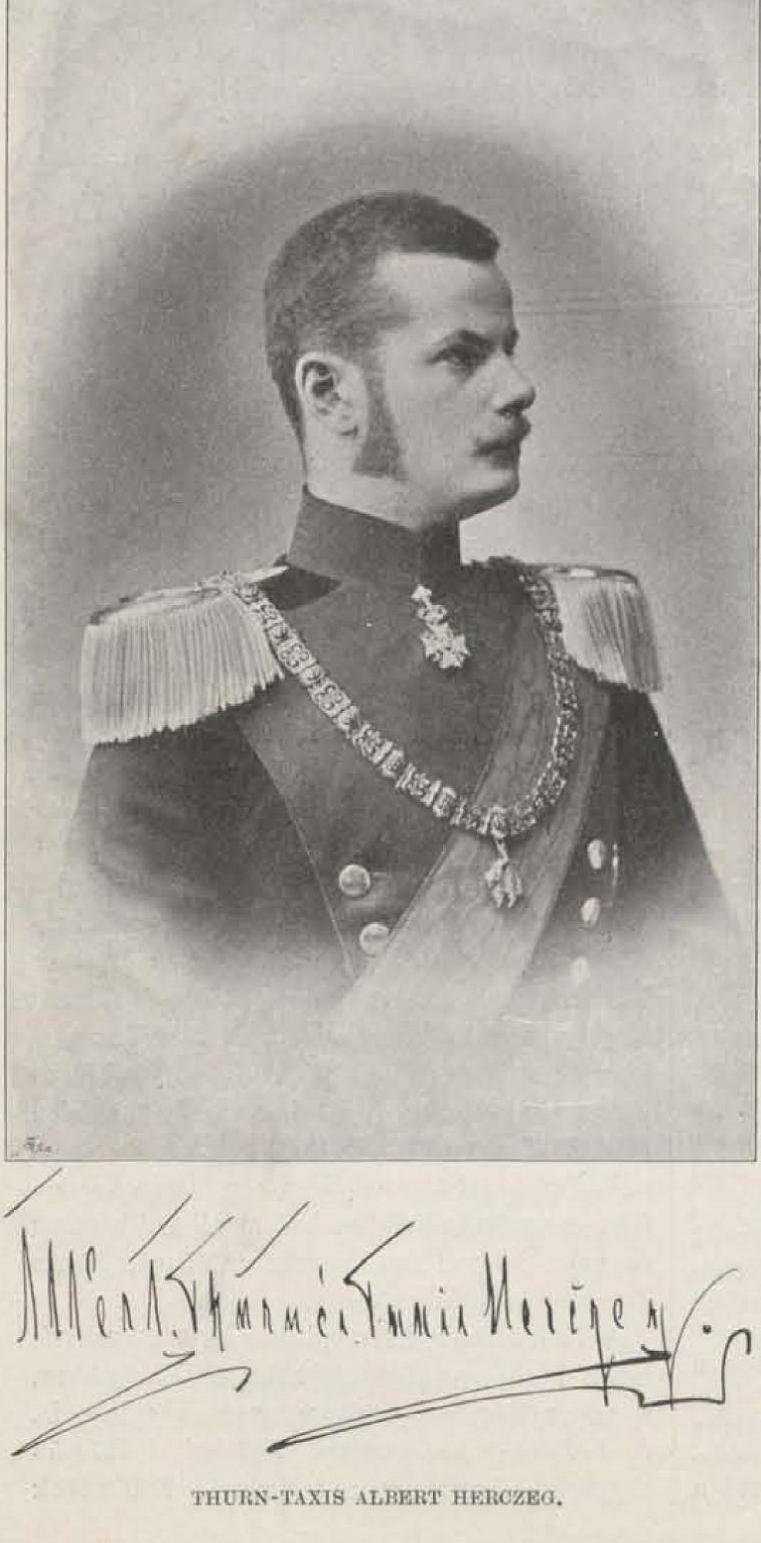
Albert, furst von Thurn und Taxis.

Albert, furst von Thurn und Taxis Albert Maria Joseph Maximilian Lamoral, född 8 maj 1867 i Regensburg, död 22 januari 1952, var son till Maximilian Anton, arvprins von Thurn und Taxis (1831–1867) och hans maka Helene, hertiginna i Bayern (1834–1890), syster till kejsarinnan Elisabeth av Österrike. 
Gift sedan 1890 med ärkehertiginnan Margaretha av Österrike (1870–1955), dotter till ärkehertig Josef Karl av Österrike (1833–1905).

## Barn
- Franz Joseph von Thurn und Taxis,furst von Thurn und Taxis (1893–1971); gift 1920 med sin kusin Elisabeth, infanta av Portugal (1894–1970) dotter till Mikael, hertig av Braganza
- Joseph Albert (f. och d. 1895)
- Karl August von Thurn und Taxis, furst von Thurn und Taxis (1898–1982); gift 1921 med sin kusin, Maria Anna, infanta av Portugal (1899–1971)
- Ludwig Philipp von Thurn und Taxis (1901–1933); gift 1922 med Elisabeth av Luxemburg (1901–1950), dotter till Vilhelm, storhertig av Luxemburg.
- Max Emanuel (1902–1994)
- Elisabeth Helene (1903–1976); gift 1923 med Fredrik Christian av Sachsen, markgreve av Meissen (1893–1968)
- Raphael (1906–1993); gift 1932 med Margarete von Thurn und Taxis (1913–1997)